# Ben Swagerman
B.J. (Ben) Swagerman (Zeist, 7 juli 1959) is een Nederlands jurist. Hij was van 2011 tot 2016 lid van de Eerste Kamer namens de Volkspartij voor Vrijheid en Democratie.

## Biografie
Swagerman studeerde Nederlands recht aan de Rijksuniversiteit Utrecht van 1977 tot 1983. Hij was werkzaam als officier van justitie en later hoofdofficier. Swagerman coördineerde op de Antillen de invoering van het nieuwe wetboek van strafvordering en speelde een belangrijke rol bij de aanpak van cocaïnesmokkel, via zogeheten bolletjesslikkers, vanaf Curaçao.
Swagerman was van 7 juni 2011 tot 9 juni 2015 lid van de Eerste Kamer der Staten-Generaal. Door het aftreden van fractievoorzitter Loek Hermans op 2 november 2015 was hij de eerste opvolger op de kieslijst. Op 10 november keerde hij terug in de Eerste Kamer. In de Eerste Kamer hield hij zich onder meer bezig met justitie (met name asielbeleid). Op 12 juli 2016 verliet Swagerman de Kamer om een functie bij Qatar Airways te gaan vervullen.
Swagerman is raadsheer in het Gerechtshof Den Bosch en sinds januari 2020 voorzitter van het BOA-platform, een afstemmings- en samenwerkingsorgaan op het terrein van Handhaving, Toezicht en Veiligheid.
Swagerman werd in mei 2020 lid van Forum voor Democratie, maar zegde in september van datzelfde jaar dit lidmaatschap weer op.
- Parlement.com: vhy1i4gnd2u0